# Męczennicy z kapłańskiego Stowarzyszenia Robotników Diecezjalnych
Męczennicy z kapłańskiego Stowarzyszenia Robotników Diecezjalnych – 1 października 1995 roku papież Jan Paweł II dokonał beatyfikacji czterdziestu pięciu ofiar prześladowań antykatolickich okresu hiszpańskiej wojny domowej, zamordowanych z nienawiści do wiary (łac) odium fidei i uznanych przez Kościół katolicki za męczenników. W grupie tej znalazło się dziewięciu spośród trzydziestu zamordowanych członków stowarzyszenia założonego przez późniejszego błogosławionego Emanuela Domingo y Sol, stowarzyszenia którego celem było aktywizowanie środowisk robotniczych do powołań kapłańskich i formacja seminaryjna.

## Lista męczenników
| Imię (imię oryginalne)   | Nazwisko                  | Data urodzenia       | Data śmierci         | Miejsce śmierci       |
| ------------------------ | ------------------------- | -------------------- | -------------------- | --------------------- |
| Piotr (Pedro)            | Ruiz de los Paños y Ángel | 18 września 1881     | 23 lipca 1936        | Toledo                |
| Józef (José)             | Sala Picó                 | 24 czerwca 1888      | 23 lipca 1936        | Toledo                |
| Wilhelm (Guillermo)      | Plaza Hernández           | 28 czerwca 1908      | 9 sierpnia 1936      | Argés                 |
| Paschalis (José Pascual) | Carda Saporta             | 29 października 1893 | 4 września 1936      | Oropesa               |
| Rekared (Recared)        | Centelles Abad            | 23 maja 1904         | 25 października 1936 | Nules                 |
| Izydor (Isidoro)         | Bover Oliver              | 2 maja 1890          | 2 października 1936  | Castellón de la Plana |
| Marcin (Martín)          | Martinez Pascual          | 11 listopada 1910    | 18 sierpnia 1936     | Alcañiz               |
| Antoni (Antonio)         | Perulles Estivill         | 5 maja 1892          | 12 sierpnia 1936     | Falset                |
| Józef (José)             | Peris Polo                | 1 listopada 1889     | 15 sierpnia 1936     | Almazora              |

W Kościele katolickim dniem wspomnienia liturgicznego każdego z otoczonych kultem jest dies natalis, zaś grupa błogosławionych dziewięciu męczenników z kapłańskiego Stowarzyszenia Robotników Diecezjalnych wspominana jest 23 lipca.